# Il preludio a Dune
Il preludio a Dune (Prelude to Dune) è un ciclo di romanzi di fantascienza scritti da Brian Herbert e Kevin J. Anderson sulla traccia del materiale lasciato dallo scrittore Frank Herbert, autore dell'originario Ciclo di Dune, alla propria morte avvenuta nel 1985.

## Descrizione
Il preludio a Dune è una trilogia dedicata ai personaggi del primo romanzo Dune, ambientata in un periodo tra i quarant'anni prima e l'epoca contemporanea allo stesso romanzo. Essa si compone dei romanzi:
- Dune: House Atreides (1999), pubblicato in Italia in due volumi: Il preludio a Dune: Casa Atreides (2001) e Il preludio a Dune 2: Il duca Leto (2003)
- Dune: House Harkonnen (2000), pubblicato in Italia in due volumi: Il preludio a Dune 3: I ribelli dell'impero (2003) e Il preludio a Dune 4: Vendetta Harkonnen (2004)
- Dune: House Corrino (2001), pubblicato per la prima volta nel volume Preludio a Dune, traduzione di Stefano Giorgianni, Mondadori (2022).

Come nel primo romanzo Dune, essi dispongono di un'enciclopedia munita di dati essenziali sui personaggi delle Grandi Case e sulla terminologia dell'Impero feudale dei Corrino. Ci sono anche le mappe dei principali pianeti in cui si svolge l'azione: Caladan, pianeta natale degli Atreides; Giedi Primo, sede Harkonnen; Kaitain, capitale imperiale; Lankiveil, dove risiede Abulurd Harkonnen.

## Trama
La trama si incentra sull'ascesa al trono di un giovane e impaziente Shaddam IV, sostenuto dal contorto e perverso Hasimir Fenring, e sulla carriera politica del giovanissimo Duca di Caladan Leto Atreides, del quale si narrano anche le vicende personali legate alla relazione con la difficile Kailea Vernius e alla morte del piccolo Victor, loro primogenito, proiettandosi poi al Processo per Decadenza in cui, sospettato di aver distrutto due navi del Bene Tleilax, viene difeso con successo da Shaddam IV in un intricato gioco di intrighi e profitti politici.
La storia prosegue con il Progetto Amal, segreto e tortuoso, che vede Casa Corrino e il Bene Tleilax lavorare insieme sull'industrializzato pianeta Ix, invaso e ribattezzato Xhuttuh dai Tleilaxu, in un complicatissimo esperimento di produzione autonoma della spezia di Arrakis, gestita non sempre onestamente dalla Casa Harkonnen.
In molte parti dei romanzi vengono affrontate le origini di personaggi fondamentali come Duncan Idaho, Gurney Halleck e Thufir Hawat, e ne vengono presentati di nuovi, come Paulus Atreides, noto come il "Vecchio Duca", Dominic Vernius, conte di Ix, e i suoi figli, Kailea e Rhombur.

## Edizioni italiane
Brian Herbert, Kevin J. Anderson, Preludio a Dune, a cura di Stefano Giorgianni, Mondadori, 2022